# Linhai Linchang (bondby i Kina, Heilongjiang Sheng, lat 48,73, long 129,65)
Linhai Linchang (kinesiska: 林海林场) är en bondby i Kina. Den ligger i provinsen Heilongjiang, i den nordöstra delen av landet, omkring 400 kilometer nordost om provinshuvudstaden Harbin. Antalet invånare är 429. Befolkningen består av 203 kvinnor och 226 män. Barn under 15 år utgör 6,0 %, vuxna 15-64 år 75 %, och äldre över 65 år 17,0 %.
Runt Linhai Linchang är det ganska glesbefolkat, med 40 invånare per kvadratkilometer. Linhai Linchang är det största samhället i trakten. I omgivningarna runt Linhai Linchang växer i huvudsak blandskog.
Genomsnittlig årsnederbörd är 969 millimeter. Den regnigaste månaden är juli, med i genomsnitt 233 mm nederbörd, och den torraste är januari, med 11 mm nederbörd.